# Der erste Branntweinbrenner

Lew Tolstoi, Porträt von Iwan Kramskoi, 1873

Der erste Branntweinbrenner, auch Wie der Teufel die Brotschnitte verdiente, Wie sich das Teufelchen einen Kanten Brot verdiente und Wie das Teufelchen das Brotränftl verdient hat (russisch Как чертенок краюшку выкупал, Kak tschertenok kraiuschku wykupal), ist ein Märchen von Lew Tolstoi, das im Spätwinter 1886 entstand und im selben Jahr im Sankt Petersburger Buchverlag  Posrednik erschien. Das Motiv nahm der Autor aus dem Legendenschatz der Weißrussen und der Nischni Nowgoroder Tataren. 1982 kam der Text in Bd. 10 Powesti und Erzählungen 1872–1886 der 22-bändigen Tolstoi-Ausgabe im Verlag für Künstlerische Literatur in Moskau heraus.

## Inhalt
Der erste Branntweinbrenner war der Teufel. Dieser hatte einmal vom Oberteufel den Auftrag, irgendeinem Menschen kräftige Flüche zu entlocken. Also stahl der Teufel einem pflügenden Bauern das Frühstücksbrot, geriet jedoch an die falsche Adresse. Als der Bauer frühstücken wollte und das Stück Brot nicht unter seinem Kaftan vorfand, gab er sich zufrieden mit dem Spruch, der Dieb „wird es wohl nötig gehabt haben“, begnügte sich mit frischem Wasser und pflügte weiter. Darob erboste sich der Oberteufel sehr, gab jedoch dem untergebenen Teufel vor der obligaten Strafe – Besprengen mit Weihwasser – einen zweiten Versuch zu dem neuen Thema: Die Menschen sollen sich mit Brot versündigen.
Gesagt, getan. Der Teufel kostümierte sich als Gutmensch und lehrte den armen Bauern in einem trockenen Jahr das Korn Säen und Ernten auf dem Sumpf. Im darauffolgenden Sommer – dieser geriet regnerisch – lehrte der Teufel den Bauern Getreideanbau auf dem Berge. Nach beiden Erfolgsernten lagerte Brotgetreide im Überfluss. Da lehrte der Teufel den sorglos gewordenen Bauern das Branntweinbrennen aus Korn. Siehe da – der Oberteufel war mit dem Teufelswerk seines Untertanen überaus zufrieden. Nach dem dritten Glas Branntwein grunzten die betrunkenen Bauern wie Schweine.

## Deutschsprachige Ausgaben
- Der erste Branntweinbrenner. S. 67–71 in Leo N. Tolstoi: Ein Verbannter. Erzählungen. Aus dem Russischen übertragen von Wilhelm Goldschmidt Reclam, Leipzig 1960 (RUB 8110, verwendete Ausgabe)
- Wie der Teufel die Brotschnitte verdiente. Deutsch von Arthur Luther. S. 164–167 in: Gisela Drohla (Hrsg.): Leo N. Tolstoj. Sämtliche Erzählungen. Fünfter Band. Insel, Frankfurt am Main 1961 (2. Aufl. der Ausgabe in acht Bänden 1982)